# Peter Alexander

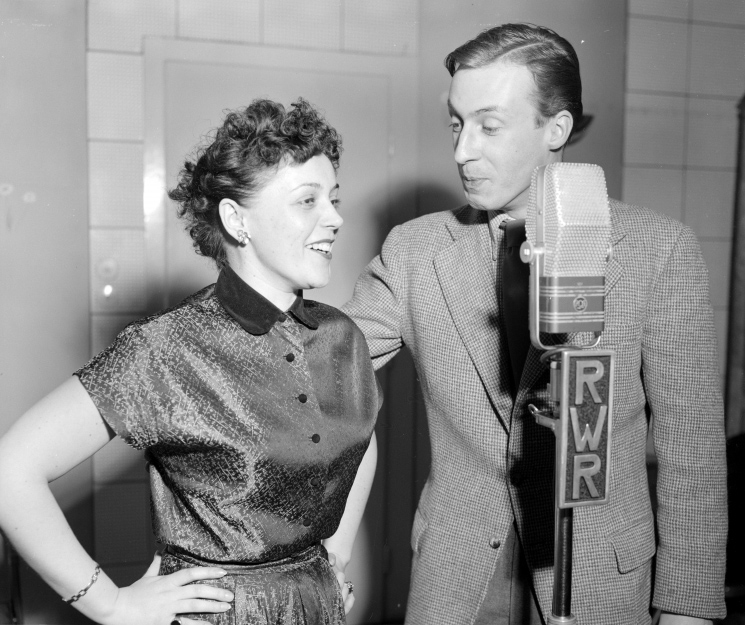
Peter Alexander mit Erni Bieler (1952)

Peter Alexander (* 30. Juni 1926 als Peter Alexander Ferdinand Maximilian Neumayer in Wien; † 12. Februar 2011 ebenda; weiteres Pseudonym Alexander Neuenhauser) war ein österreichischer Sänger, Schauspieler, Pianist, Parodist und Entertainer. Von Mitte der 1950er bis Mitte der 1990er Jahre gehörte er zu den populärsten Unterhaltungskünstlern im deutschsprachigen Raum. Er wirkte von 1952 bis 1972 in rund fünfzig Filmkomödien und in vierzig eigenen TV-Shows mit und nahm circa 120 Platten auf. Von 1969 bis 1996 hatte er eigene Fernsehshowreihen, u. a. die Peter-Alexander-Show.

## Leben

A-Seite der Single Komm und bedien dich (1968)

Peter Alexander Neumayer wurde 1926 in Wien als Sohn des Bankrates Anton Neumayer (1900–1947) und dessen Ehefrau Bertha Katharina Wenzlick (1896–1987), Tochter eines deutschböhmischen Musikalienhändlers aus Nürschan (Nýřany), geboren. Bereits während seiner Schulzeit zeigte sich Alexanders Hang zum Parodieren. Nach dem Besuch der Volksschule wechselte er auf das humanistische Gymnasium in Döbling (19. Bezirk), das er jedoch wegen verschiedener Streiche durch Schulverweis vorzeitig verlassen musste. Daraufhin schickte ihn sein Vater nach Znaim, wo Alexander 1944 die Kriegsmatura ablegte.
Im selben Jahr wurde er Flakhelfer, kam danach zum Arbeitsdienst nach Breslau und meldete sich auf seine Einberufung hin schließlich zur Kriegsmarine. 1945 geriet er in britische Kriegsgefangenschaft. Die Monate in – nach seiner eigenen Aussage – „vier oder fünf Gefangenenlagern in Ostfriesland“ nutzte er, um seine Talente in Form von Theaterabenden (unter anderem Aufführungen des Dramas Jedermann von Hugo von Hofmannsthal) oder musikalischen Improvisationen zu erproben.

### Schauspieler und Sänger
1946 kehrte er nach Wien zurück und sollte nach dem Willen seiner Eltern ein Studium der Medizin beginnen. Er immatrikulierte sich an der Universität Wien, besuchte aber nur eine Vorlesung. Er wollte Schauspieler werden, strebte ein Engagement am Burgtheater in Wien an und absolvierte daher eine Schauspielausbildung am Max-Reinhardt-Seminar in Wien, die er 1948 mit Auszeichnung abschloss. Dabei nannte er sich erstmals unter Weglassung der weiteren Namen Ferdinand Maximilian Neumayer nur noch „Peter Alexander“. Zu seiner Klasse gehörten unter anderem Ernst Stankovski, Erwin Strahl und Gerhard Riedmann.
Schon hier zeichnete sich ab, dass Peter Alexander, wie er sich später nannte, eher für das komödiantische Fach bestimmt war. Er brachte sich Gesang und Klavierspiel autodidaktisch bei. So trat er etwa 1949 gemeinsam mit Waltraut Haas in Ludwig Schmidseders Operette Abschiedswalzer im Wiener Bürgertheater auf. Ab den Nachkriegsjahren verehrte er Frank Sinatra, den er 1950 in London zum ersten Mal sah. Sodann wandte er sich von seiner Idee, ein Engagement am Burgtheater zu erreichen, ab und strebte Entertainment, Gesang, Orchester und Jazz an.
Bereits 1951 erschien bei der Plattenfirma Austroton Peter Alexanders erste Schallplatte (Das machen nur die Beine von Dolores). 1953 wechselte er zu Polydor, wo das Erfolgsduo Kurt Feltz und Heinz Gietz viele Lieder für ihn schrieb. Für Polydor nahm er nicht nur Schlager, sondern auch mit großem Erfolg Operettenquerschnitte auf, jeweils dirigiert von Franz Marszalek. Hier waren Sängerinnen wie Herta Talmar, Renate Holm und Rita Bartos seine Partnerinnen. Im selben Jahr gewann er den Münchner Schlagerwettbewerb. Ende 1965 ging er zu Ariola.
Bis 1981 hatte Peter Alexander als Sänger 38 Top-Ten-Hits in der Bundesrepublik Deutschland und war 80 Mal in den Top Hundert vertreten. Für seine Schallplatten, Filme und Fernsehshows erhielt er zahlreiche Preise und Auszeichnungen. Von 1965 bis 1983 wurden allein bei Ariola über 15 Millionen LPs und 25 Millionen Singles von Alexander verkauft, wobei die Schaffenszeiten bei Austrophon und Polydor sowie die ab 1983 im deutschsprachigen Raum nicht mit einbezogen sind. Er brachte insgesamt über 156 Singles und über 120 Original-Langspielplatten auf den Markt sowie mehrere Dutzende EP-Produktionen. Eng verbunden mit Alexanders Gesangskarriere war die Karriere der Produzenten Kurt Feltz und Ralph Siegel. Allein in Deutschland werden seine Tonträgerverkäufe seit 1956 auf 46 Millionen Stück geschätzt.
Zu seinen erfolgreichsten Titeln zählen Wie Böhmen noch bei Öst’reich war (1953) sowie Die kleine Kneipe (1976, Österreich-Version: Das kleine Beisl). Ende der 1980er Jahre war er zeitweise mit Hits wie Zeit der Rosen oder Gestern jung, morgen alt, die Roland Heck und Gerd Köthe für ihn produzierten, in den Hitparaden zu finden. 1986 sang er mit der deutschen Fußballnationalmannschaft für das Album Mexico mi amor zur anstehenden Fußball-WM in Mexiko. Seine letzte offizielle LP-Veröffentlichung war 1991 die von Dieter Bohlen produzierte LP Verliebte Jahre.
Ariola gab anlässlich seines 80. Geburtstages bekannt, dass Peter Alexander als einziger deutschsprachiger Sänger sechs Jahrzehnte mit seinen Produktionen in den deutschen Hitparaden vertreten war. Passend dazu erschien die Doppel-CD Herzlichen Glückwunsch!, die in Österreich auf den ersten Platz der Albumcharts gelangte.

### Filmschauspieler, Entertainer und Showmaster
In seiner ersten Rolle agierte er 1948 als Statist in Der Engel mit der Posaune. Er trat von 1952 bis 1972 als Darsteller in insgesamt 41 Unterhaltungs- und Revuefilmen auf, in denen er zumeist auch als Sänger zu hören war. Oft war Gunther Philipp sein Partner. Popularität erlangte Alexander durch die Verkörperung des Kellners Leopold in der Operettenverfilmung Im weißen Rößl (Regie Werner Jacobs, 1960). Diese Art von Unterhaltungsfilmen, die leichte Muse, wurde auch kommerziell erfolgreich. So wurde Alexander 1957 von Deutschlands Kinobesitzern zum besten Nachwuchskünstler gewählt. Zwei seiner sogenannten Pauker-Filme erhielten die „Goldene Leinwand“.
Von 1963 bis 1996 erzielten die Peter-Alexander-Shows – 1963 bis 1966 im WDR (schwarz-weiß), 1969 bis 1996 im ZDF/ORF –, in denen er als moderierender Gastgeber, Entertainer, Parodist und Sänger auftrat, mit bis zu 38 Millionen Fernsehzuschauern allein in Deutschland sehr hohe Einschaltquoten, die es sonst nur bei Übertragungen von Fußball-Weltmeisterschaften gab. Auch die damaligen ZDF-Samstagabend-Shows Peter Alexander präsentiert Spezialitäten und Wir gratulieren nach den Büchern von Hans Hubberten und unter der Regie von Ekkehard Böhmer, Dieter Pröttel und Dieter Wendrich erreichten eine hohe Zuschauerzahl.
Insgesamt trat er von 1955 bis 1998 in etwa 200 Fernsehsendungen (ohne Wiederholungen einzelner Programme) auf. Das letzte Mal war er am 20. Dezember 1998 in der ORF-Sendung Lebens-Künstler zu sehen. Dort wurde er vom früheren Wiener Bürgermeister Helmut Zilk interviewt.
Peter Alexander etablierte sich in dieser Zeit als erfolgreichster Showstar im gesamten deutschsprachigen Raum. Seine Tourneen in der Bundesrepublik, in Österreich und der Schweiz erzielten große Resonanz. Sie gaben dem Künstler die Möglichkeit, seine Vielseitigkeit, z. B. als Pianist im Swing-Bereich, über das Fernseh-Show-Format hinaus zu präsentieren.
Im Zeitraum von 1969 (erste Deutschland-Tournee) bis zu seiner letzten Tournee 1991 war Alexander, neben Udo Jürgens, der erfolgreichste Tourneekünstler im gesamten deutschen Sprachraum, vor allem aber in Deutschland errang er größte Beliebtheit. Die Eintrittskarten zu seinen Konzerten waren jeweils binnen kurzer Zeit ausverkauft. 1975 sahen ihn 450.000 Menschen bei seinen Konzerten in Deutschland, Österreich und der Schweiz; 1982 erhielt Alexander den neugeschaffenen Musikjournalistenpreis, weil er in wenigen Wochen über 250.000 Konzertkarten verkaufte. Im Laufe seiner Karriere füllte Alexander die Westfalenhalle in Dortmund mehrmals mit jeweils 12.000 Zuschauern vollends; von der Stadt Köln erhielt er eine Auszeichnung dafür, im Laufe seiner Karriere insgesamt vierzehnmal in der stets ausverkauften Kölner Sporthalle aufgetreten zu sein; 1991 füllte er viermal die rund 10.000 Plätze der Wiener Stadthalle.
1987 moderierte er unter großem Zuschauerinteresse die Eröffnung des Austria Centers in Wien.
Am 16. Januar 2005 war Peter Alexander erstmals wieder im ZDF zu sehen, als sein vorab aufgezeichneter Gratulationsbeitrag zum 70. Geburtstag des Produzenten Wolfgang Rademann in der Sendung ausgestrahlt wurde. Im Mai 2006 erschien zu seinem eigenen 80. Geburtstag die von Autor Michael Wenk und Alexander-Fanclub-Leiterin Barbara Löhr zusammengestellte Bildbiografie Peter Alexander – Das tat ich alles aus Liebe …. Alexander verfasste das Vorwort. Am 16. Juli 2006 wurde Alexander in einer ZDF-Gala anlässlich seines runden Geburtstages per Videoübertragung von seinem Zuhause aus zugeschaltet. Er gab aus diesem Anlass eine Kurzversion von Dankeschön am Piano zum Besten. Das ZDF wiederholte im Anschluss an die Geburtstagssendung noch einmal die Gala Treffpunkt Herz von 1975.

### Ehe und Familie
Im Mai 1952 lernte Peter Alexander die Schauspielerin Hildegarde Haagen (1922–2003) kennen, die er am 22. September 1952 heiratete. Sie gab die Schauspielerei auf, um ihren Mann zu managen. Das Paar bekam eine Tochter (1958–2009), die Kunsthistorikerin und Malerin wurde, und einen Sohn (1963–2019). Alexander ließ 1959 in Morcote (Ortsteil Arbostora, Str. Dottor Hans Brun 1, Tessin, Schweiz) ein 10-Zimmer-Haus mit Schwimmbad und eigenem Wäldchen, „Casa la Sorgente“ genannt, errichten, wo er über mehrere Jahrzehnte mit seiner Familie lebte. Nach dem Verkauf des Hauses 1990 mietete er in Morcote eine Wohnung.
Von 1974 bis 1981 wohnte Alexander in der 1894 vom Wiener Architekten Ludwig Richter errichteten „Peter-Alexander-Villa“ im Wiener Währinger Cottage. Seine Frau starb am 30. März 2003. Nach ihrem Tod lebte Alexander zurückgezogen in Grinzing (Haus Gerzabek) im 19. Wiener Gemeindebezirk Döbling.
2009 starb seine Tochter durch einen Autounfall auf Ko Samui. Einen Tag vor Alexanders Tod wurde Anfang Februar 2011 in seinem Namen beim Landgericht Berlin eine Klage gegen einen Zeitschriftenverlag wegen der Verletzung seines Persönlichkeitsrechts durch Berichte über seine Trauer um seine verstorbene Tochter und über seinen Gesundheitszustand eingebracht. Der Erbe führte den Prozess fort und verlor in allen Instanzen, da Persönlichkeitsrechte nicht vererbbar sind. Peter Alexanders Sohn starb 2019 im türkischen Belek.
Das Vermögen Peter Alexanders wurde 2003 in die liechtensteinische Stiftung Giletta überführt, die die österreichische Melodie Privatstiftung zum Zweck von Auszahlungen gründete, die nach dem Tod seiner Kinder seinen Enkeln zugutekommen sollten.

### Tod

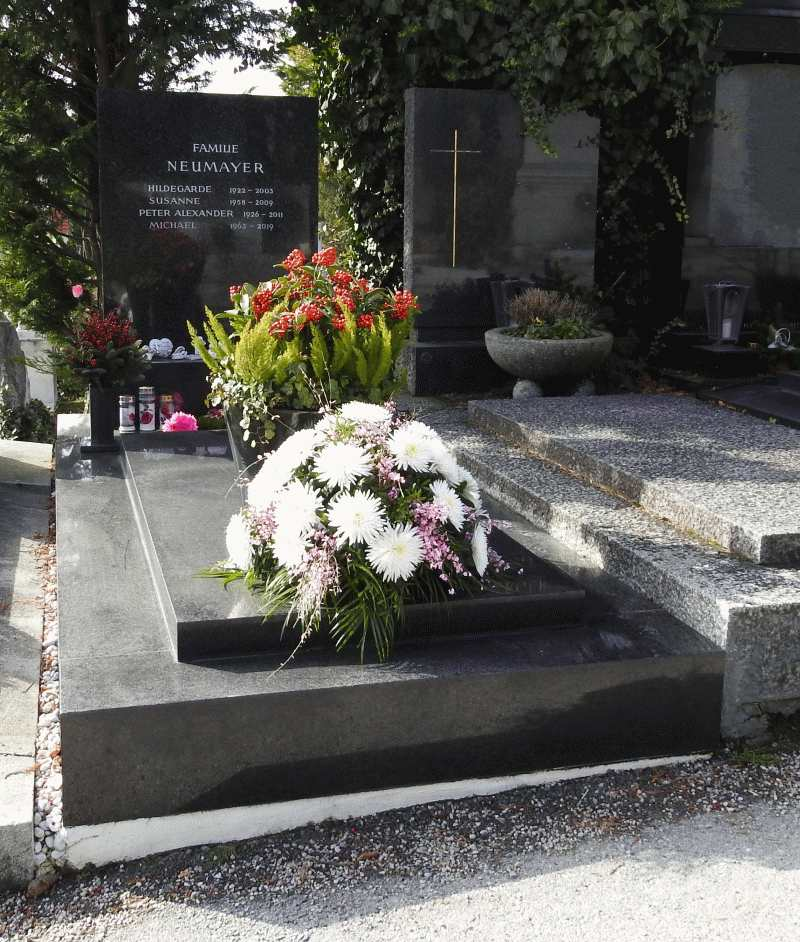
Das Grab von Peter Alexander und Ehefrau Hilde Haagen am Grinzinger Friedhof

Peter Alexander starb im Februar 2011 im Alter von 84 Jahren. Um der Bevölkerung die Möglichkeit der Verabschiedung zu geben, wurde er am 19. Februar 2011 am Wiener Zentralfriedhof öffentlich aufgebahrt. Ein Ehrengrab lehnte die Familie ab. Alexanders Beisetzung fand am 28. Februar 2011 im Kreis der Verwandten auf dem Grinzinger Friedhof statt.
Im Oktober 2015 sollte Alexanders letzter Wohnsitz, eine Villa in der Paul-Ehrlich-Gasse 8 in Döbling, im Auftrag seines Sohnes versteigert werden. Der Versuch misslang, die Villa wurde im Dezember 2015 an einen Geschäftsmann verkauft. Die Villa auf dem 1500 Quadratmeter großen Grundstück wurde ab Juni 2018 abgerissen. Als die Wiener Bauordnungsnovelle im Juli 2018 vorsah, dass in solchen Fällen die Erhaltungswürdigkeit zu prüfen sei, war der Abriss bereits vollzogen.

## Filmografie

### Kino
- 1948: Der Engel mit der Posaune
- 1952: Verlorene Melodie
- 1952: Königin der Arena
- 1953: Salto Mortale (als Sänger zu hören)
- 1953: Die süßesten Früchte
- 1953: 3 von denen man spricht
- 1954: Rosen aus dem Süden (als Sänger zu hören, ungenannt)
- 1954: Du bist die Richtige (Auftritt als Bar-Sänger, ungenannt)
- 1954: Verliebte Leute
- 1954: Große Starparade
- 1955: Liebe, Tanz und 1000 Schlager
- 1956: Musikparade
- 1956: Bonjour, Kathrin
- 1956: Ein Mann muß nicht immer schön sein
- 1956: Kirschen in Nachbars Garten (als Sänger im Vorspann zu hören)
- 1957: Liebe, Jazz und Übermut
- 1957: Das haut hin
- 1957: Die Beine von Dolores
- 1958: Münchhausen in Afrika
- 1958: Wehe, wenn sie losgelassen
- 1958: So ein Millionär hat’s schwer
- 1959: Peter schießt den Vogel ab
- 1959: Schlag auf Schlag
- 1959: Ich bin kein Casanova
- 1959: Salem Aleikum
- 1960: Kriminaltango
- 1960: Ich zähle täglich meine Sorgen
- 1960: Im weißen Rößl
- 1961: Saison in Salzburg
- 1961: Die Abenteuer des Grafen Bobby
- 1962: Die Fledermaus
- 1962: Die lustige Witwe
- 1962: Hochzeitsnacht im Paradies
- 1962: Das süße Leben des Grafen Bobby
- 1963: Charleys Tante
- 1963: Der Musterknabe
- 1963: Schwejks Flegeljahre
- 1964: Hilfe, meine Braut klaut
- 1964: … und sowas muß um 8 ins Bett
- 1965: Das Liebeskarussell
- 1966: Graf Bobby, der Schrecken des Wilden Westens
- 1966: Bel Ami 2000 oder Wie verführt man einen Playboy
- 1968: Zum Teufel mit der Penne
- 1969: Hurra, die Schule brennt!
- 1972: Hauptsache Ferien

### Fernsehen
Von 1963 bis 1996 präsentierte Alexander mehrere eigene Personality-Reihen, Shows in großen Studios und Hallen zu besonderen Themen und gefilmte Specials ohne Publikum. Dazu gehören:

#### Eigene Show-Reihen
- 1969 bis 1978: Peter Alexander präsentiert Spezialitäten (12 Shows), ZDF
- 1979 bis 1985: Peter Alexander: Wir gratulieren (7 Shows), ZDF
- 1987 bis 1995: Peter-Alexander-Show (6 Shows), ZDF/ORF

#### Einzelausgaben
- 1973: Peter Alexanders Wunschkonzert (2. Dezember 1973)
- 1975: Die kleinen Engel von Korea (27. Februar 1975)
- 1975: Treffpunkt Herz (4. Oktober 1975)
- 1980: Peter Alexander – Danke Robert Stolz! (zum 100. Geburtstag des Komponisten, 23. August 1980)
- 1987: Soirée in Wien (Eröffnungsgala aus dem Austria Center, 17. Mai 1987)
- 1990: Peter Alexander – Ein Herz für Berlin (24. November 1990)

#### Live-Konzerte
- 1973: Peter Alexander – Ein Abend, ein Mann und seine Musik (ZDF)
- 1976: Peter Alexander. Ein Konzert mit Johannes Fehring und seinem Orchester (ZDF)
- 1984: Peter Alexander. Ein Gala-Konzert aus der Dortmunder Westfalenhalle (ZDF)

##### Specials
- 1963: Spaziergang in Wien (26. Dezember 1963)
- 1964: Spaziergang durch das Land der Operette (5. Dezember 1964)
- 1966: Spaziergang durch das Land des Films (11. Mai 1966)
- 1966: Ein Wiener in Paris (3. Dezember 1966)
- 1976: Peter Alexander präsentiert Walt Disneys Welt (2. Dezember 1976)
- 1977: Peter Alexanders Wiener Geschichten (29. September 1977)
- 1985: Peter Alexander präsentiert Spezialitäten. Ein Tag in Wien mit seinem Freund Günter Pfitzmann (25. Dezember 1985)
- 1986: Wir gratulieren Peter Alexander (2 Shows zu seinem 60. Geburtstag, 20. und 27. November 1986)
- 1996: Peter Alexander – Was sind schon 70 Jahre (30. Juni 1996)

#### Gastauftritte (Auswahl)
- 1966: Einer wird gewinnen (EWG)
- 1969 bis 1970: ZDF-Drehscheibe (2 Auftritte)
- 1970: Der goldene Schuß
- 1970: Was bin ich?
- 1971: Drei mal Neun
- 1974: Am laufenden Band
- 1976 bis 1980: Musik ist Trumpf (5 Auftritte und einmalig als Gastmoderator für den erkrankten Peter Frankenfeld am 21. Oktober 1978)
- 1978 bis 1979: ZDF-Hitparade (3 Auftritte)
- 1979 bis 1984: Dalli Dalli (5 Auftritte)
- 1981: WWF-Club (31. Oktober 1981)
- 1986 und 1989: Wetten, dass..? (2 Auftritte)
- 1988: Willkommen im Club
- 1988: Die Rudi Carrell Show
- 1998: Lebens-Künstler (Talkshow mit Helmut Zilk)
- 2006: Traumschiff-Gala zu seinem 80. Geburtstag (per Videoübertragung mit dem Lied „Dankeschön“)

## Diskografie

Schellackplatte des Nummer-eins-Hits Der Mond hält seine Wacht, 1955

Studioalben

| Jahr | Titel                                                                  | Höchstplatzierung, Gesamtwochen/‑monate, AuszeichnungChartplatzierungen (Jahr, Titel, Platzierungen, Wochen/Monate, Auszeichnungen, Anmerkungen) | Höchstplatzierung, Gesamtwochen/‑monate, AuszeichnungChartplatzierungen (Jahr, Titel, Platzierungen, Wochen/Monate, Auszeichnungen, Anmerkungen) | Höchstplatzierung, Gesamtwochen/‑monate, AuszeichnungChartplatzierungen (Jahr, Titel, Platzierungen, Wochen/Monate, Auszeichnungen, Anmerkungen) | Anmerkungen                                                                        |
| Jahr | Titel                                                                  | DE | AT | CH | Anmerkungen                                                                        |
| ---- | ---------------------------------------------------------------------- | --- | --- | --- | ---------------------------------------------------------------------------------- |
| 1962 | Peter Alexander singt Melodien zum Verlieben                           | DE17 (4 Mt.)DE | — | — | Erstveröffentlichung: 1. August 1962                                               |
| 1962 | Mir geht’s wunderbar                                                   | DE14 (2 Mt.)DE | — | — | Erstveröffentlichung: 1. September 1962                                            |
| 1962 | Wiener Spaziergänge*                                                   | DE5 (36 Mt.)DE | — | — | Erstveröffentlichung: 1. November 1962                                             |
| 1963 | Piccolo Party                                                          | DE17 (3 Mt.)DE | — | — | Erstveröffentlichung: 1963                                                         |
| 1964 | Spaziergang durch das Land des Films                                   | — | — | — | Erstveröffentlichung: 1964                                                         |
| 1964 | Spaziergang durch das Land der Operette                                | DE6 (11 Mt.)DE | — | — | Erstveröffentlichung: 1. Dezember 1964                                             |
| 1965 | Wiener G’schichten mit Peter Alexander*                                | DE11 (15 Mt.)DE | — | — | Erstveröffentlichung: 1. Dezember 1965                                             |
| 1966 | Schöne Weihnacht mit Peter Alexander                                   | DE— GoldDE | — | — | Erstveröffentlichung: 1966 Verkäufe: + 250.000                                     |
| 1966 | Peter Alexander in Paris*                                              | DE7 (6 Mt.)DE | — | — | Erstveröffentlichung: 1. Oktober 1966                                              |
| 1967 | Wie es euch gefällt                                                    | DE9 (6 Mt.)DE | — | — | Erstveröffentlichung: 1. März 1967                                                 |
| 1967 | Peter Alexander serviert Spezialitäten aus Böhmen, Ungarn, Österreich* | DE5 (17 Mt.)DE | — | — | Erstveröffentlichung: 1. Juli 1967                                                 |
| 1967 | Schlager-Rendezvous mit Peter Alexander – 1. Folge                     | DE1 (24 Mt.)DE | — | — | Erstveröffentlichung: 1. Dezember 1967                                             |
| 1968 | Zärtlichkeiten – Melodien für ewig Verliebte mit Peter Alexander       | DE28 (2 Mt.)DE | — | — | Erstveröffentlichung: 1. November 1967                                             |
| 1968 | Streifzug durch die Operette                                           | DE24 (4 Mt.)DE | — | — | Erstveröffentlichung: 1. März 1968                                                 |
| 1968 | Warum ist es am Rhein so schön                                         | DE32 (2 Mt.)DE | — | — | Erstveröffentlichung: 1. August 1968                                               |
| 1968 | Schlager-Rendezvous mit Peter Alexander – 2. Folge                     | DE6 (10 Mt.)DE | — | — | Erstveröffentlichung: 1. Oktober 1968                                              |
| 1969 | Peter Alexander Show*                                                  | DE2 (7 Mt.)DE | — | — | Erstveröffentlichung: 1969                                                         |
| 1969 | Für dich, Mutter                                                       | DE36 (1 Mt.)DE | — | — | Erstveröffentlichung: 1. April 1969                                                |
| 1969 | Im Land der Lieder                                                     | DE7 (8 Mt.)DE | — | — | Erstveröffentlichung: 1. September 1969                                            |
| 1970 | Schlager-Rendezvous mit Peter Alexander – 3. Folge                     | DE7 (7 Mt.)DE | — | — | Erstveröffentlichung: 1. März 1970                                                 |
| 1970 | Servus Wien*                                                           | DE19 (4 Mt.)DE | — | — | Erstveröffentlichung: 1. September 1970                                            |
| 1970 | Mein Geschenk für dich                                                 | DE2 (10 Mt.)DE | — | — | Erstveröffentlichung: 1. Oktober 1970                                              |
| 1971 | Leben heißt Lieben                                                     | DE8 (6 Mt.)DE | — | — | Erstveröffentlichung: 1. Mai 1971                                                  |
| 1971 | Der gemeinsame Weg                                                     | DE22 (2 Mt.)DE | — | — | Erstveröffentlichung: 1. November 1971                                             |
| 1972 | Wunderschöne Weihnachtszeit                                            | — | — | — | Erstveröffentlichung: 1. Oktober 1972                                              |
| 1972 | P.A.                                                                   | DE12 (9 Mt.)DE | AT3 (4 Mt.)AT | — | Erstveröffentlichung: 1. November 1972 Charteinstieg in AT erst 1973               |
| 1973 | Spezialitäten aus Österreich, Ungarn, Böhmen – Neue Folge              | — | — | — | Erstveröffentlichung: 1. September 1973                                            |
| 1973 | Wir sind eine große Familie                                            | DE36 (2 Mt.)DE | — | — | Erstveröffentlichung: 1. November 1973                                             |
| 1974 | Peter Alexander serviert Weltschlager                                  | — | — | — | Erstveröffentlichung: 20. September 1974                                           |
| 1974 | Für Meine Freunde                                                      | — | — | — | Erstveröffentlichung: 1. November 1974                                             |
| 1975 | So viel Farben hat die Liebe                                           | — | — | — | Erstveröffentlichung: 17. November 1975                                            |
| 1975 | Goldene Hits neu serviert von Peter Alexander                          | — | — | — | Erstveröffentlichung: 1975                                                         |
| 1976 | Leckerbissen aus dem Böhmerwald                                        | — | — | — | Erstveröffentlichung: 6. September 1976                                            |
| 1976 | Peter Alexander präsentiert Walt Disney’s Welt                         | — | — | — | Erstveröffentlichung: 25. November 1976                                            |
| 1976 | Schlager-Rendezvous mit Peter Alexander (1976)                         | DE10 (30 Wo.)DE | AT2 (7 Mt.)AT | — | Erstveröffentlichung: 1. August 1976                                               |
| 1977 | Das neue Schlager-Rendezvous                                           | — | AT23 (1 Mt.)AT | — | Erstveröffentlichung: 12. Mai 1977                                                 |
| 1977 | Wiener G’schichten                                                     | — | — | — | Erstveröffentlichung: 15. August 1977 mit Paul Hörbiger                            |
| 1977 | Peter Alexander serviert die ZDF-Spezialitäten-Show                    | — | — | — | Erstveröffentlichung: 1977                                                         |
| 1978 | Das Wunschkonzert                                                      | — | — | — | Erstveröffentlichung: 30. Januar 1980                                              |
| 1978 | P.A. heute                                                             | — | — | — | Erstveröffentlichung: 30. Oktober 1978                                             |
| 1978 | Advent mit Peter Alexander                                             | — | — | — | Erstveröffentlichung: 1978                                                         |
| 1979 | Ein Abend mit Peter Alexander                                          | DE18 (31 Wo.)DE | AT12 (1 Mt.)AT | — | Erstveröffentlichung: 20. August 1979                                              |
| 1979 | Ein Besuch in Wien                                                     | — | — | — | Erstveröffentlichung: 3. September 1979                                            |
| 1980 | Genieß Dein Leben                                                      | — | — | — | Erstveröffentlichung: 22. September 1980                                           |
| 1980 | Ihre Wunschmelodien aus Musik ist Trumpf                               | — | — | — | Erstveröffentlichung: 1980 mit Caterina Valente                                    |
| 1981 | Mein Freund Robert Stolz                                               | — | — | — | Erstveröffentlichung: 5. Januar 1981                                               |
| 1981 | Träum mit mir                                                          | — | — | — | Erstveröffentlichung: 17. August 1981                                              |
| 1981 | Für dich                                                               | DE36 (8 Wo.)DE | — | — | Erstveröffentlichung: 23. November 1981                                            |
| 1982 | So oder so                                                             | — | — | — | Erstveröffentlichung: 8. November 1982                                             |
| 1983 | Aus Böhmen kommt die Musik                                             | DE6 Gold · (13 Wo.)DE | — | — | Erstveröffentlichung: 3. Oktober 1983 Verkäufe: + 250.000                          |
| 1984 | Mein Wien                                                              | DE14 (5 Wo.)DE | AT30 (½ Mt.)AT | — | Erstveröffentlichung: 22. Oktober 1984                                             |
| 1985 | Weihnachten mit Peter Alexander                                        | — | — | — | Erstveröffentlichung: 1985                                                         |
| 1986 | Mexico mi amor                                                         | DE21 (9 Wo.)DE | — | — | Erstveröffentlichung: 1. Juni 1986 mit der deutschen Fußballnationalmannschaft ’86 |
| 1986 | Lebenslieder                                                           | — | — | — | Erstveröffentlichung: 10. November 1986                                            |
| 1988 | Mit Peter Alexander der Sonne entgegen                                 | DE63 (2 Wo.)DE | — | — | Erstveröffentlichung: 27. Juni 1988                                                |
| 1988 | …aber böhmisch muß es sein!                                            | — | — | — | Erstveröffentlichung: 19. September 1988                                           |
| 1991 | Verliebte Jahre                                                        | — | — | — | Erstveröffentlichung: 4. November 1991                                             |
| 1996 | Spezialitäten – mit Originalaufnahmen aus seinen Fernsehshows          | — | — | — | Erstveröffentlichung: 1996 reine Studioaufnahmen für die TV-Shows                  |

grau schraffiert: keine Chartdaten aus diesem Jahr verfügbar

## Auszeichnungen und Ehrungen

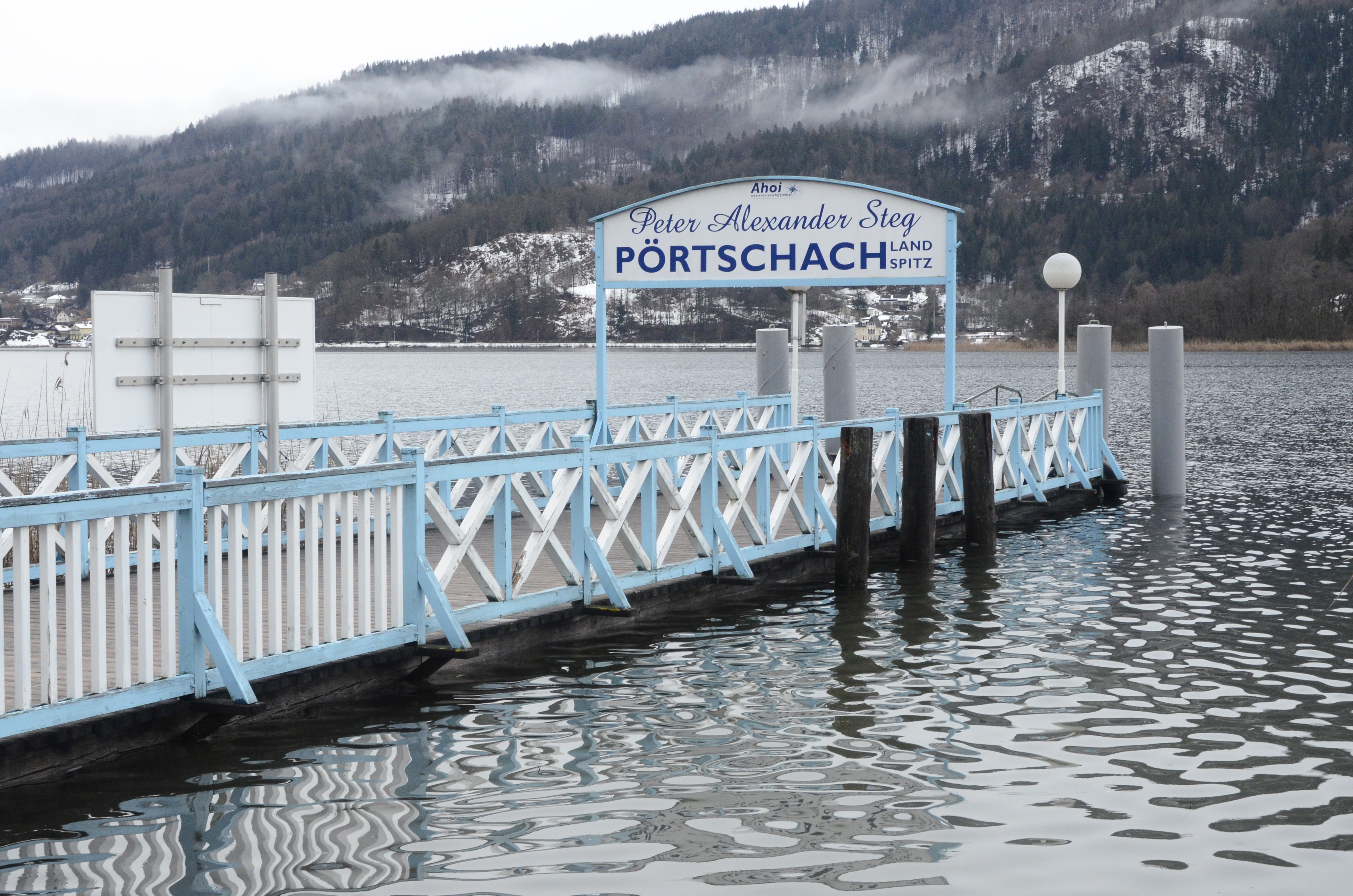
Peter Alexander Steg in Pörtschach am Wörther See

Zu den Auszeichnungen und Ehrungen Alexanders gehören unter anderem:

### Auszeichnungen
- Berolina (Deutscher Musikpreis)
- 1957: Darstellerpreis als Filmschauspieler, vom Publikum gewählt
- 1966, 1973, 1974 und 1976: Goldener Bildschirm
- 1966: Goldenes Mikrophon als qualitativ bester männlicher Musikstar des europäischen Showbusiness
- 1968 und 1969: Löwe von Radio Luxemburg in Gold
- 1968: Löwe von Radio Luxemburg in Bronze
- 1969, 1974 und 1979: Goldene Europa
- 1969 und 1977: Löwe von Radio Luxemburg in Silber
- 1969: Goldene Leinwand mit Zum Teufel mit der Penne
- 1970: Goldene Leinwand mit Hurra, die Schule brennt!
- 1970, 1980 und 1984: Goldene Kamera 1970, 1980, 1984 (Deutschland)
- 1970, 1971, 1972, 1973, 1974, 1977, 1978, 1987 und 1990: Bambi, zusätzlich 1996 für sein Lebenswerk
- 1970 und 1971: Silberner Bildschirm
- 1971: Bravo Otto in Bronze
- 1973: Ehrenlöwe als bester Sänger
- 1973: Goldener Bär
- 1979: Goldene Kamera (Österreich) als bester Musikstar eines ganzen Jahrzehnts
- 1979: Goldene Super-Kamera (Deutschland) als größter Star aller Zeiten, mit Beteiligung von über 11 Mio. Lesern der Hörzu
- 1979: Hermann-Löns-Medaille in Gold
- 1980: Deutscher Schallplattenpreis
- 1986: Goldener Cleo als beliebtester Star Österreichs
- 1992: Rosenhügelpreis für Mitschreiben österreichischer Filmgeschichte
- 1992: Goldene Romy
- 1993: Platin Romy
- 2004: Platz 4 in der Liste der 50 wichtigsten Österreicher der letzten 50 Jahre bei einer Leserumfrage der Tageszeitung Kurier
- 2011: Aufnahme in die Echo Hall of Fame im Rahmen der Vergabe des Echos 2011 als zweiter Künstler (nach Michael Jackson im Jahr 2010)

### Ehrungen
- 1968: Lieber Augustin der Stadt Wien
- 1970: Goldener Rathausmann
- 1971: Goldenes Ehrenzeichen für Verdienste um das Land Wien
- 1973: Goldener Teller der deutschen Gastronomie
- 1974: Österreichisches Ehrenkreuz für Wissenschaft und Kunst I. Klasse
- 1976: Auszeichnung der Stadt Köln für 14 ausverkaufte Veranstaltungen in der Kölner Sporthalle
- 1980: Silberner Teller der Robert Stolz Stiftung
- 1984: Ehrenring der Stadt Wien
- 1985: Großes Ehrenzeichen für Verdienste um die Republik Österreich[31]
- Chefredakteur e. h. der Bild am Sonntag

posthum:
- 2012: Benennung des Peter-Alexander-Platzes in Wien-Döbling (19. Bezirk)[32][33]